# Biophytum
Biophytum är ett släkte av harsyreväxter. Biophytum ingår i familjen harsyreväxter.

## Dottertaxa tillBiophytum, i alfabetisk ordning[1]
- Biophytum abyssinicum
- Biophytum adiantoides
- Biophytum aeschynomenifolia
- Biophytum amazonicum
- Biophytum antioquiense
- Biophytum bolivianum
- Biophytum boussingaultii
- Biophytum calophyllum
- Biophytum cardonaei
- Biophytum castum
- Biophytum chocoense
- Biophytum columbianum
- Biophytum commersonii
- Biophytum congestiflorum
- Biophytum cowanii
- Biophytum crassipes
- Biophytum dendroides
- Biophytum falcifolium
- Biophytum ferrugineum
- Biophytum forsythii
- Biophytum foxii
- Biophytum fruticosum
- Biophytum globuliflorum
- Biophytum gracile
- Biophytum heinrichsae
- Biophytum helenae
- Biophytum hermanni
- Biophytum huilense
- Biophytum insigne
- Biophytum intermedium
- Biophytum jessenii
- Biophytum juninense
- Biophytum kassneri
- Biophytum kayae
- Biophytum latifolium
- Biophytum lindsaeifolium
- Biophytum longibracteatum
- Biophytum longipedunculatum
- Biophytum lourteigiae
- Biophytum luetzelburgii
- Biophytum macrorrhizum
- Biophytum madurense
- Biophytum mapirense
- Biophytum microphyllum
- Biophytum mimosoides
- Biophytum molle
- Biophytum mucronatum
- Biophytum mutisii
- Biophytum myriophyllum
- Biophytum nervifolium
- Biophytum nudum
- Biophytum nyikense
- Biophytum ottohuberi
- Biophytum panamense
- Biophytum perrieri
- Biophytum peruvianum
- Biophytum polyphyllum
- Biophytum proliferum
- Biophytum puliyangudiense
- Biophytum reinwardtii
- Biophytum richardsiae
- Biophytum santanderense
- Biophytum sensitivum
- Biophytum somnians
- Biophytum soukupii
- Biophytum talbotii
- Biophytum tessmannii
- Biophytum thorelianum
- Biophytum turianiense
- Biophytum umbraculum
- Biophytum uzungwaense
- Biophytum veldkampii
- Biophytum zenkeri
- Biophytum zunigae